# لاورز راک (فیلم ۲۰۲۰)
لاورز راک (به انگلیسی: Lovers Rock) یک فیلم عاشقانه در سال ۲۰۲۰ به کارگردانی استیو مک کوئین و نویسندگی مشترک مک کوئین و کورتیا نیولند است. در این فیلم مایکل وارد و آماره جائه سنت اوبین به عنوان دو عاشق بازی می‌کنند که در یک مهمانی خانه‌های بلوز در دهه ۱۹۸۰ در غرب لندن با یکدیگر دیدار می‌کنند. این فیلم به عنوان بخشی از مجموعه گلچین اسمال اکس ۲۲ نوامبر ۲۰۲۰ در بی‌بی‌سی وان و ۲۷ نوامبر ۲۰۲۰ در سرویس ویدئویی آمازون منتشر شد. لاورز راک اولین بار به عنوان فیلم افتتاحیه در پنجاه و هشتمین جشنواره فیلم نیویورک در ۲۴ سپتامبر ۲۰۲۰ به نمایش درآمد.